# Кузьмин, Василий Степанович
Василий Степанович Кузьмин (1924—2002) — капитан Советской Армии, участник Великой Отечественной войны, Герой Советского Союза (1943).

## Биография
Василий Кузьмин родился 18 марта 1924 года в селе Капитоновка (ныне — Переволоцкий район Оренбургской области). После окончания семи классов школы работал трактористом в колхозе. В сентябре 1942 года Кузьмин был призван на службу в Рабоче-крестьянскую Красную Армию. С марта 1943 года — на фронтах Великой Отечественной войны, был сапёром 329-го отдельного инженерного батальона 7-й гвардейской армии Степного фронта. Отличился во время битвы за Днепр.
В ночь с 24 на 25 сентября 1943 года Кузьмин с группой сапёров переправился через Днепр в районе села Бородаевка Верхнеднепровского района Днепропетровской области Украинской ССР и провёл разведку вражеской обороны. Когда группа была обнаружена немецкими войсками, Кузьмин остался прикрывать отход товарищей. Ему удалось не только выполнить свою задачу и спастись, но и добыть важные для командования сведения.
Указом Президиума Верховного Совета СССР от 26 октября 1943 года за «образцовое выполнение боевых заданий командования на фронте борьбы с немецкими захватчиками и проявленные при этом мужество и героизм» красноармеец Василий Кузьмин был удостоен высокого звания Героя Советского Союза с вручением ордена Ленина и медали «Золотая Звезда» (№ 1344).
После окончания войны Кузьмин продолжил службу в Советской Армии. В 1945 году он окончил Ленинградское военно-инженерное училище, в 1947 году — курсы усовершенствования офицерского состава. В 1955 году в звании капитана Кузьмин был уволен в запас. Проживал и работал в Запорожье. 
Скончался 6 октября 2002 года, похоронен на Осипенковском кладбище Запорожья.
Был также награждён орденом Отечественной войны 1-й степени и рядом медалей.
В честь Кузьмина названа улица в Переволоцком.